# Montrouis
Montrouis est une commune côtière d'Haïti, située dans le département de l'Artibonite, au sud de Saint-Marc.

## Géographie
La ville est située sur les Côtes-des-Arcadins, l'une des plus longues étendues de plages de sable blanc pur d'Haïti.

## Économie

### Tourisme
La ville est située sur les Côtes-des-Arcadins, l'une des plus longues étendues de plages de sable blanc pur d'Haïti.
Montrouis abrite le Musée Ogier-Fombrun.